# Ramon Tribulietx

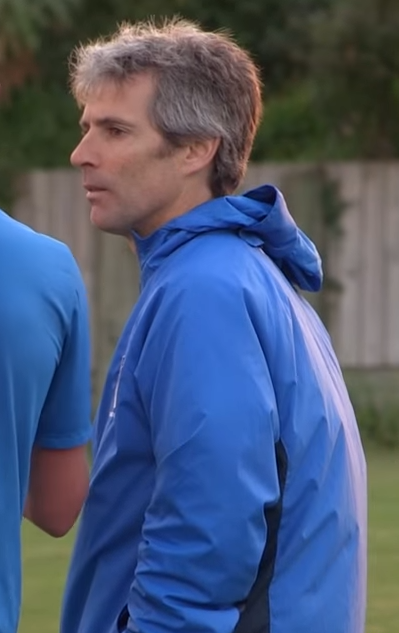
Ramon Tribulietx

Ramon Tribulietx (Barcelona, 20 september 1972) is een Spaans voetbalcoach.
Tribulietx was in eigen land werkzaam als trainer bij UE Sant Andreu, UE Figueres en UE Castelldefels. In 2008 werd hij trainer bij Auckland City FC. Met de Nieuw-Zeelandse club won hij meermaals het landskampioenschap van Nieuw-Zeeland en heeft hij het wereldrecord in handen voor de meeste continentale titels als trainer.

## Palmares
Als manager:
Auckland City FC
- FIFA Club World Cup derde plaats: 2014
- OFC Champions League kampioen (7): 2011, 2012, 2013, 2014, 2015, 2016, 2017
- New Zealand Football Championship Premiers (eerste plaats reguliere competitie) (6): 2012, 2014, 2015, 2016, 2017, 2018
- New Zealand Football Championship Champions (kampioen na play-offs) (3): 2014, 2015, 2018
- Charity Cup (5): 2011, 2013, 2015, 2016, 2018
- OFC President's Cup Champions: 2014
- Lunar New Year Cup Champions: 2017

Als technisch adviseur
Canada Women's Olympic Team
- Olympische Spelen: Derde plaats (2012, Olympische Spelen van Londen)